# Blechnum atropurpureum
Blechnum atropurpureum är en kambräkenväxtart som beskrevs av Alan Reid Smith. Blechnum atropurpureum ingår i släktet Blechnum och familjen Blechnaceae. Inga underarter finns listade.